# ساتوشي فوجيموتو
ساتوشي فوجيموتو (باليابانية: 藤本 敏史) (مواليد 19 يونيو 1976)، هو لاعب كرة قدم سابق كان يلعب كحارس مرمى.

## وصلات خارجية
- ساتوشي فوجيموتو على موقع عالم كرة القدم.نت (الإنجليزية)